# Romuald Kujawski

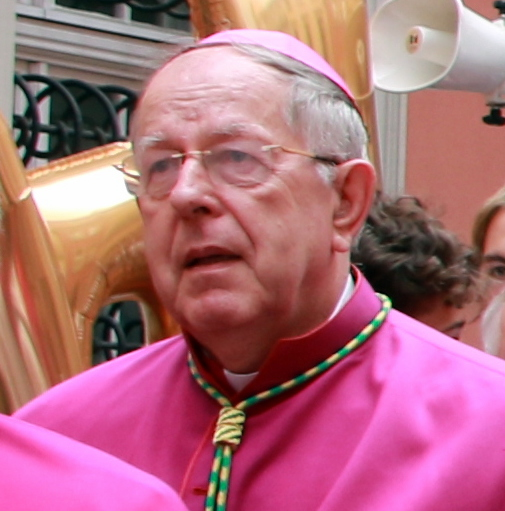
Bischof Romuald Kujawski (2018)

Wappen von Romualdo Matias Kujawski

Romuald Maciej Kujawski (portugiesisch Romualdo Matias Kujawski, * 24. Januar 1947 in Poznań) ist ein polnischer Geistlicher und emeritierter römisch-katholischer Bischof von Porto Nacional in Brasilien.

## Leben
Der Erzbischof von Posen, Antoni Baraniak SDB, spendete ihm am 24. Mai 1973 die Priesterweihe.
Papst Benedikt XVI. ernannte ihn am 2. Juli 2008 zum Koadjutorbischof von Porto Nacional. Die Bischofsweihe spendete ihm der Erzbischof von Palmas, Alberto Taveira Corrêa, am 15. August desselben Jahres; Mitkonsekratoren waren Patrick Hoogmartens, Bischof von Hasselt, Stanisław Gądecki, Erzbischof von Posen, und Geraldo Vieira Gusmão, Bischof von Porto Nacional. Sein Wahlspruch State in Fide („Steht fest im Glauben“) entstammt dem 1. Brief des Paulus an die Korinther (1 Kor 16,13 ).
Mit der Emeritierung Geraldo Vieira Gusmãos am 4. November 2009 folgte er diesem im Amt des Bischofs von Porto Nacional nach.
Am 14. Dezember 2022 nahm Papst Franziskus seinen altersbedingten Rücktritt an.